# أنطونيو أناستازيا
أنطونيو أناستازيا (بالبرتغالية: Antônio Anastasia‏) هو محامي وسياسي برازيلي، ولد في 9 مايو 1961 في البرازيل. حزبياً، نشط في الحزب الديمقراطي الاجتماعي البرازيلي. وقد انتخب vice governor of Minas Gerais ‏ (2007 – 31 مارس 2010) وانتخب حاكم ميناس جرايس ‏ (31 مارس 2010 – 4 أبريل 2014) وانتخب عضو مجلس الشيوخ من البرازيل عن دائرة Minas Gerais ‏ وقد انضم خلال فترته النيابية ‏ (2015 – )  للكتلة البرلمانية الحزب الديمقراطي الاجتماعي البرازيلي.

## وصلات خارجية
- الموقع الرسمي